# 南森·弗朗奇
南森·弗朗奇（英語：Nathan French；1990年4月20日—）是一位英國排球運動員。他自13歲開始打排球。他也是英國國家排球隊的一員，參加了2012年奧運會的排球比賽
，並且是英國隊中最年輕的隊員。